# 두산 형제의 난
두산 형제의 난은 2005년 두산그룹의 박용오 전 회장이 물러나고 박용성 회장이 취임하면서 벌어진 사건이다. 두산그룹은 형제가 공동경영하는 전통이 있다.
장남인 박용곤 명예회장이 차남인 박용오 회장에게 그룹 회장직을 셋째 박용성으로 넘길 것을 요구하자 박용오 회장이 이사회 하루 전에 '두산 그룹 경영상 편법 활용'이라는 진정서를 검찰에 제출함으로 이 사건이 시작되었다.
검찰은 두산그룹이 10여년간 326억원의 비자금을 횡령, 총수 일가의 세금 등 가족공동경비 및 가족 분배 등 개인용도로 사용한 것으로 밝혀냈고, 두산 관련자 3명에 대하여 불구속으로 기소하여 일단락이 되었다.
경영권 다툼으로 형제들을 고발한 이 사건으로 박용오는 가문에서 제명되었다.

## 같이 보기
- 왕자의 난